# ورزش برای توسعه اجتماعی
ورزش برای توسعه اجتماعی (به انگلیسی: Sport for social development) روشی است برای ایجاد تغییرات اجتماعی از طریق ورزش که در ایالات متحده، این روش به‌طور معمول با عنوان طرح «توسعه جوانان مبتنی بر ورزش» شناخته می‌شود. این روش به ورزش به عنوان فعالیت‌های بدنی‌ای نگاه می‌کند که به توسعه فردی همراه با کسب مزایای سلامتی، اجتماعی و اقتصادی است. ورزش به عنوان ابزاری برای تجلی صلح و توسعه استفاده می‌شود. امروزه از ورزش برای کمک به کودکان در یادگیری مهارت‌های مادام‌العمر به عنوان انگیزه‌ای برای بهبود تحصیلاتشان بهره می‌برند. ورزش به عنوان ابزاری برای دستیابی به اهداف شخصی و اجتماعی به کار می‌رود. بیشتر سازمان‌هایی که از این روش استفاده می‌کنند، بر روی کودکان و نوجوانان کم‌برخوردار در مناطق شهری متمرکز هستند.

## ترویج توسعه جوانان
از زمان پیدایش المپیک‌های مدرن در سال ۱۸۹۶، ورزشکاران نشان داده‌اند که ورزش می‌تواند مردم را برای دستیابی به صلح جهانی و اشتراک تمایل به خود بهبودی گرد هم آورد. برنامه‌های ورزشی غیرانتفاعی که با اهداف مشابه آموزشی فعالیت می‌کنند، بخشی از همین جنبش در حال رشد هستند. با این حال، از طریق ورزش، کودکان مهارت‌های ورزشی و سایر مهارت‌های زندگی را می‌آموزند. ورزش جوانان می‌تواند به آنها کمک کند تا به سمت توسعه مثبت و روابط خوب با دیگران پیشرفت کنند. ورزش به عنوان ابزاری برای درگیر کردن جوانان در جوامع‌شان به کار می‌رود. روابط مثبت همسالان نیز از طریق همکاری و فعالیت‌های بدنی تقویت می‌شود، که این ویژگی‌ها ورزش را برای کودکانی با اختلال‌هایی نظیر بیش فعالی مفید می‌سازد. این امر باعث می‌شود که جوانان احساس ارتباط و ادغام با دیگر هم‌سن‌های خود را داشته باشند. از طریق مشارکت در ورزش‌های گروهی، جوانان می‌توانند اعتماد به نفس کسب کنند و از تجربه شرکت در یک ورزش لذت ببرند. ورزش به آنها کمک می‌کند تا مهارت‌های مادام‌العمر کسب کنند و انگیزه بیشتری برای بهبود عملکرد در کلاس‌های درس را پیدا کنند. مشارکت در ورزش با بهبود عملکرد شناختی، نمرات و امتیازات بهتر در آزمون‌ها، رضایت از مدرسه، مشارکت در فعالیت‌های مدرسه، امیدواری برای ادامه تحصیل در دانشگاه و کاهش نرخ ترک تحصیل مرتبط است. همچنین، به گفته وب‌سایت رسمی جنبش المپیک، احاطه شدن توسط گروهی حامی با اهداف مشابه، مانند شرکت در یک ورزش گروهی و حتی انفرادی و رقابتی، می‌تواند تأثیرات منفی فقر را کاهش دهد. در راستای گسترش این روش توسعه اجتماعی، سال‌هاست که سازمان‌های غیرانتفاعی در مناطق شهری تحت تأثیر فقر تأسیس شده‌اند تا با ایجاد محیطی که مردم را بدون توجه به جنسیت، نژاد، مذهب یا وضعیت اقتصادی اجتماعی متحد می‌کند، به کودکان حاشیه‌نشین کمک کنند تا با مشارکت در ورزش‌های مختلف توسعه اجتماعی جوامع آینده را تضمین کنند. ورزش به‌طور قابل توجهی در توسعه اجتماعی تأثیرگذار است. مشارکت در فعالیت‌های ورزشی، افراد را از گروه‌های مختلف فرهنگی و اجتماعی به هم نزدیک‌تر می‌کند و زمینه را برای تقویت روابط اجتماعی و همبستگی فراهم می‌آورد. علاوه بر این، ورزش به ارتقاء مهارت‌های اجتماعی مانند کار تیمی و رهبری کمک می‌کند و در عین حال به کاهش تنش‌ها و تعارضات اجتماعی می‌انجامد. با ایجاد حس مسئولیت و انضباط، ورزش به بهبود کیفیت زندگی و ارتقاء رفاه اجتماعی کمک می‌کند.